# 2021年7月阿曼灣事件
2021年7月29日，一艘从坦桑尼亚开往阿拉伯联合酋长国的的油轮默瑟街號（Mercer Street）在没有載貨的情况下在阿曼海岸附近遭到袭击。事故造成一名英國船員和一名羅馬尼亞船員死亡。该船悬挂利比里亚国旗。該船由日本人所有并由以色列人開設的航運公司Zodiac Maritime租用。
美國海軍认为此次袭击是由无人机發動。以色列、美国和欧洲官员将袭击归咎于伊朗。伊朗官方媒体最初表示，这起事件是對以色列之前空袭叙利亚軍用機場的報復，但伊朗政府否认参与此次襲擊。 